# Giuseppe Disabato
Giuseppe Disabato (Altamura, 1º novembre 2006) è un marciatore italiano, vicecampione europeo under 20 della 10000 m su pista a Tampere 2025.

## Biografia
Originario di Cassano delle Murge, Disabato si è accostato alla marcia sotto la guida tecnica dello zio Tony Esposito. È cresciuto atleticamente nell’Amatori Atletica Acquaviva, società che lo ha accompagnato nelle sue prime tappe di crescita sportiva.

## Carriera
Fin dai primi anni di attività, Disabato ha dimostrato un grande talento nelle categorie giovanili. Nel 2022 ha conquistato la medaglia d'argento nella marcia 10 000 m agli Europei Under 18 di Gerusalemme, gareggiando ancora in categoria Allievi. L’anno successivo, nel 2023, ha aggiunto al suo palmarès un bronzo agli Europei under 20, sempre sulla distanza dei 10 km di marcia.
Nel 2024 ha ottenuto una medaglia di bronzo anche nei mondiali under 20 di Lima, dove ha migliorato il record italiano juniores, fermando il cronometro a 39'31"25. Nel maggio 2025, agli Europei a squadre di marcia, si è affermato sugli altri concorrenti imponendo il proprio ritmo fin dall’inizio, concludendo in grado di conquistare l’oro individuale nella 10 km under 20. Sempre nel corso del 2024 è stato insignito del titolo di "Miglior Talento dell’Anno" dalla FIDAL Puglia, in riconoscimento dei risultati conseguiti sia con l’Amatori Atletica Acquaviva sia con le Fiamme Oro.
Il 10 agosto 2025 ha conseguito un altro notevole risultato agli Europei under 20 di Tampere, vincendo la medaglia d’argento nei 10 000 m di marcia e stabilendo il record italiano juniores con il tempo di 39'20"87.

## Record nazionali
Juniores (under 20)
- Marcia 5000 metri: 19'09"37 ( Ancona, 14 giugno 2025)
- Marcia 10000 metri: 39'20"87 ( Tampere, 10 agosto 2025)
- Marcia 10 km su strada: 39'28" ( Poděbrady, 18 maggio 2025)
- Marcia 20 km su strada: 1h23'01" ( Sant'Alessio Siculo, 30 marzo 2025)

## Palmarès
| Anno | Manifestazione | Sede        | Evento         | Risultato | Prestazione | Note                                   |
| ---- | -------------- | ----------- | -------------- | --------- | ----------- | -------------------------------------- |
| 2022 | Europei U18    | Gerusalemme | Marcia 10000 m | Argento   | 44'16"55    |                                        |
| 2023 | EYOF           | Maribor     | Marcia 5000 m  | Argento   | 20'35"69    | Miglior prestazione personale          |
| 2023 | Europei U20    | Gerusalemme | Marcia 10000 m | Bronzo    | 42'19"67    | Miglior prestazione personale          |
| 2024 | Mondiali U20   | Lima        | Marcia 10000 m | Bronzo    | 39'31"25    | Miglior prestazione nazionale under 20 |
| 2025 | Europei U20    | Tampere     | Marcia 10000 m | Argento   | 43'56"25    | Miglior prestazione nazionale under 20 |

## Altre competizioni internazionali
2023
- 8º agli Europei a squadre di marcia ( Poděbrady), marcia 10 km - 44'02"
- Argento agli Europei a squadre di marcia ( Poděbrady), gara a squadre - 9 p.

2023
- 5º ai Mondiali a squadre di marcia ( Adalia), marcia 10 km - 40'32"
- 8º ai Mondiali a squadre di marcia ( Adalia), gara a squadre - 9 p.

2025
- Oro agli Europei a squadre di marcia ( Poděbrady), marcia 10 km - 39'28"
- Oro agli Europei a squadre di marcia ( Poděbrady), gara a squadre - 4 p.